# Bigelow Expandable Activity Module
Bigelow Expandable Activity Module (BEAM) – nadmuchiwany, testowy moduł mieszkalny stanowiący od 2016 r. element Międzynarodowej Stacji Kosmicznej opracowany przez firmę Bigelow Aerospace w ramach kontraktu z NASA. Służy on jako testowy moduł, który będzie dołączony do stacji w latach 2016-2018 celem sprawdzenia przydatności tego rodzaju konstrukcji w astronautyce załogowej. Firma planuje wybudować drugi identyczny moduł, który posłuży na planowanej przez nią stacji komercyjnej za śluzę powietrzną.

## Historia
W początkach roku 2010 NASA wróciła do pomysłu wykorzystania nadmuchiwanych habitatów podobnych do konstrukcji Transhab. Rozważano wtedy wykorzystanie projektów firmy Bigelow, która przejęła tę technologię. Wśród planów był m.in. moduł o kształcie toroidalnym, zwany Bigelow Expandable Activity Module. Taki typ modułu posłużyć miał za konstrukcję testową wirówki dla projektu Nautilus-X. W styczniu 2011 roku Bigelow przewidywał budowę i przygotowanie do lotu w czasie 24 miesięcy od podpisania kontraktu.
20 grudnia 2012 roku NASA przyznała firmie Bigelow kontrakt na 17,8 miliona dolarów, mający umożliwić skonstruowanie modułu w ramach prowadzonego przez Agencję programu Advanced Exploration Systems.
Plany NASA zostały ogłoszone w 2013 roku, planowaną datą wyniesienia nowego modułu na orbitę był rok 2015. Termin budowy został dotrzymany. Wyniesienie modułu, zaplanowane na wrzesień 2015, uległo przesunięciu ze względu na eksplozję tuż po starcie rakiety Falcon 9 podczas misji zaopatrzeniowej na Międzynarodową Stację Kosmiczną 28 czerwca 2015. Ostatecznie moduł BEAM został wyniesiony w kosmos 8 kwietnia 2016 za pomocą rakiety Falcon 9 w jej nowej wersji Full Thrust, w ramach misji zaopatrzeniowej CRS-8.
Bigelow Aerospace planuje wybudować drugi moduł BEAM, który posłuży za śluzę powietrzną dla komercyjnej stacji Bigelow. Struktura modułu pozwoli na pomieszczenie jednocześnie do trzech osób – o jedną więcej, niż pozwalają na to śluzy na ISS.

## Przebieg budowy modułu

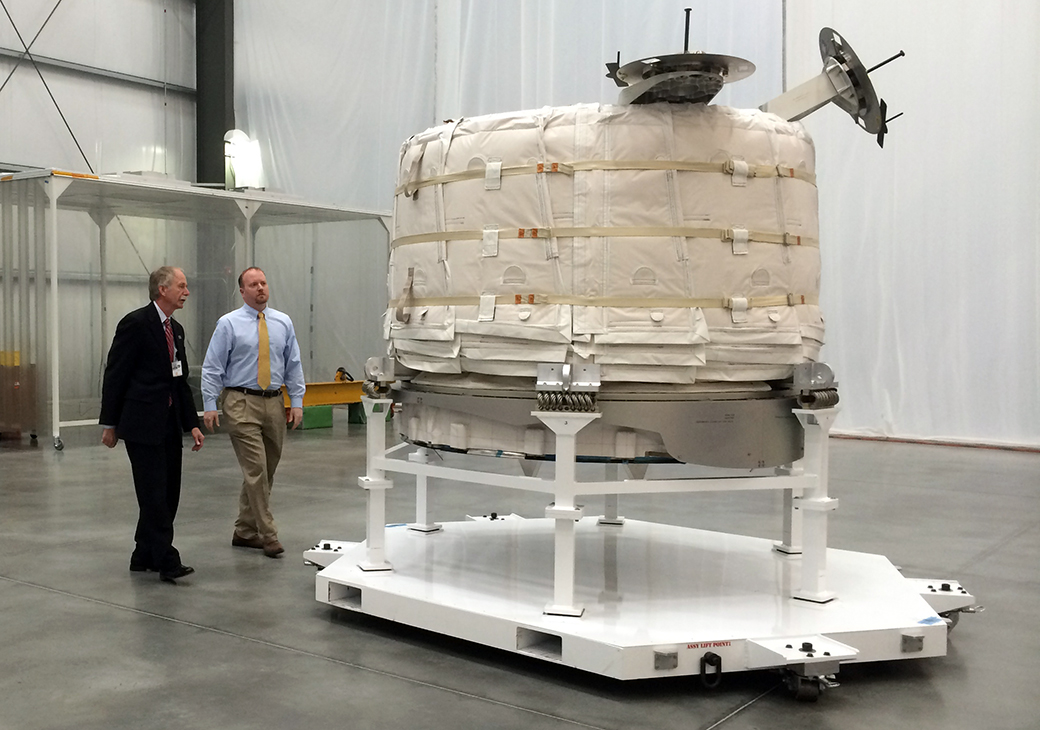
Gotowy do wystrzelenia moduł Bigelow Expandable Activity Module w hali Bigelow Aerospace w Las Vegas (12 marca 2015)

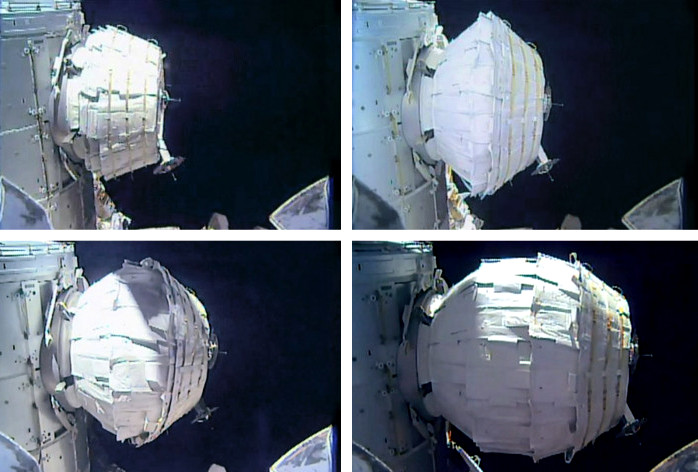
Przebieg napełniania powietrzem modułu BEAM zacumowanego do ISS (28 maja 2016)

Zakontraktowana przez NASA wersja modułu ma kształt cylindryczny i jest mniejsza od pierwotnie planowanego torusa. W ramach zawartego w maju 2013 roku kontraktu firma Sierra Nevada Corporation wykonała wart 2 miliony dolarów mechanizm Common Berthing Mechanism, z pomocą którego moduł zostanie zacumowany do ISS.
12 marca 2015 roku na konferencji prasowej w fabryce Bigelow Enterprises zaprezentowano mediom gotowy moduł dla stacji ISS, spakowany do wystrzelenia. Wnętrze modułu opisano jako „duża szafa z wyściełanymi ścianami, z wyposażeniem i czujnikami zainstalowanymi na dwóch centralnych podporach”.

## Parametry
Na podstawie danych podanych przez wytwórcę modułu:
| Moduł w postaci | złożonej | rozłożonej |
| --------------- | -------- | ---------- |
| Masa (t)        | 1,40     | 1,40       |
| Długość (m)     | 2,16     | 4,01       |
| Średnica (m)    | 2,36     | 3,23       |
| Objętość (m3)   | 3,6      | 16,0       |

## Przebieg misji BEAM

### Instalacja modułu na ISS
Wiosną 2015 r. ustalono, że BEAM zostanie dostarczony na ISS w ładowni statku Dragon w misji dostawczej CRS-8, która była planowana we wrześniu 2015 r. Jednak na skutek awarii rakiety Falcon 9 podczas startu misji CRS-7 w czerwcu 2015 r., doszło do dużych opóźnień.
Ostatecznie moduł BEAM został wyniesiony w kosmos 8 kwietnia 2016 r. za pomocą rakiety Falcon 9 statkiem Dragon firmy SpaceX w ramach misji zaopatrzeniowej CRS-8. Moduł w stanie złożonym został umieszczony w części niehermetyzowanej statku.
10 kwietnia 2016 r. BEAM został dostarczony w ładowni statku Dragon do Międzynarodowej Stacji Kosmicznej.
16 kwietnia 2016 r. BEAM został przez astronautę Tima Peake wyjęty z ładowni statku manipulatorem Canadarm2, po czym o godz. 9:36 UTC przyłączony do bocznego węzła cumowniczego modułu Tranquility.
Pierwszą próbę napełnienia modułu powietrzem i rozłożenia go przeprowadzono 26 maja 2016 r. Próba okazała się nieudana prawdopodobnie z powodu 10-miesięcznego przetrzymywania modułu w stanie złożonym w oczekiwaniu na opóźniający się start, co mogło spowodować zaprasowanie się materiału, z którego moduł został wykonany. Moduł powiększał się w bardzo małym stopniu mimo pompowania do niego powietrza. Próbę powtórzono dwa dni później, 28 maja 2016 r. Operację przeprowadzał astronauta Jeff Williams. Proces napełniania modułu trwał ok. 7,5 godziny i przebiegał o wiele wolniej niż zakładano, ale zakończył się sukcesem.

### Testy modułu
Dwuletnia misja miała służyć testom dotyczącym m.in. trwałości struktury, przenikliwości promieniowania, wyciekom atmosfery i utrzymaniu temperatury. Załoga miała jedynie co jakiś czas wchodzić do modułu by zebrać dane, natomiast poza tym moduł miał pozostawać zamknięty. Pierwotnie planowano, że po zakończeniu dwuletniej misji BEAM zostanie odcumowany od ISS i spłonie w atmosferze. Przed jej zakończeniem, 2 października 2017  NASA ogłosiła przedłużenie misji modułu i podpisanie z Bigelow Aerospace umowy na podtrzymanie funkcjonowania modułu przez 3 lata z dwoma możliwymi jednorocznymi przedłużeniami. BEAM miał być wykorzystywany jako magazyn, uwalniając przestrzeń w innych modułach stacji. W lipcu 2019 przedstawiciele agencji oświadczyli, że moduł przewyższył ich oczekiwania, stał się istotnym elementem stacji, w którym przechowywane jest nawet 1440 kg zapasów i że BEAM uzyskał certifykację na pozostanie na stacji do 2028 roku

## Galeria

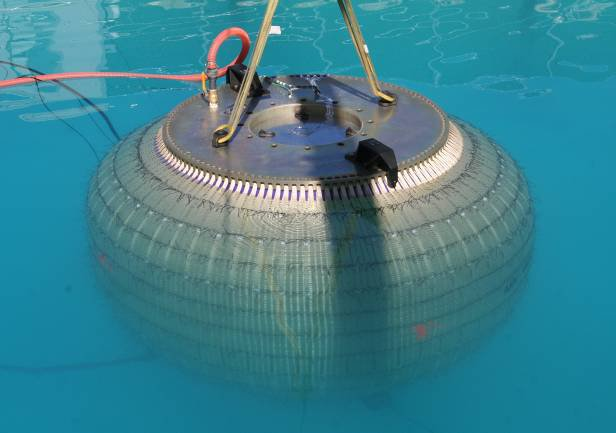
Model BEAM w trakcie testów ciśnieniowych (2013)
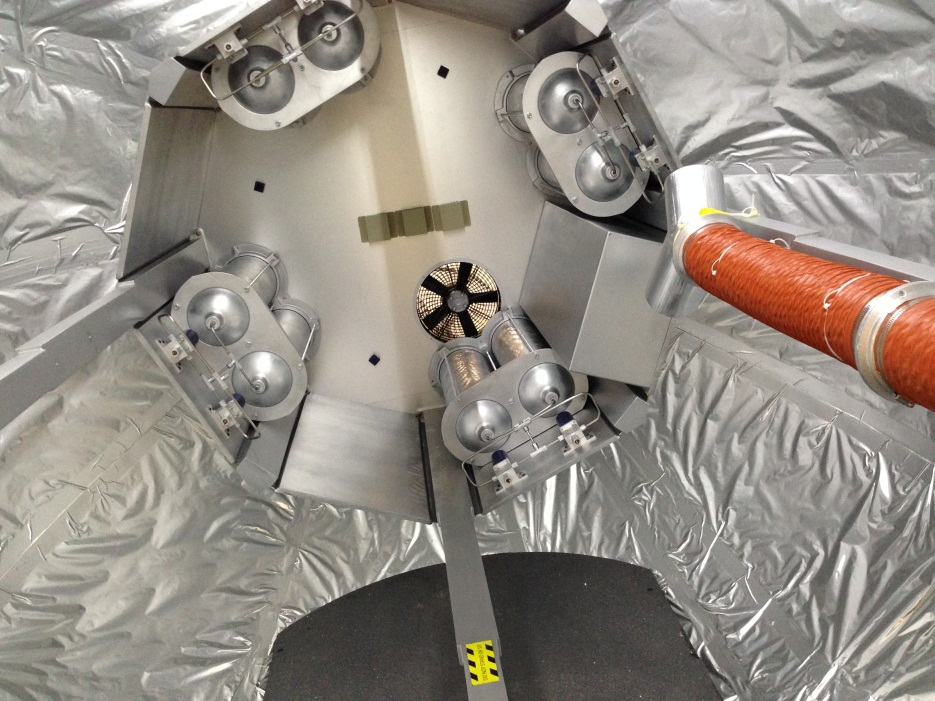
Wnętrze makiety modułu BEAM (2014)
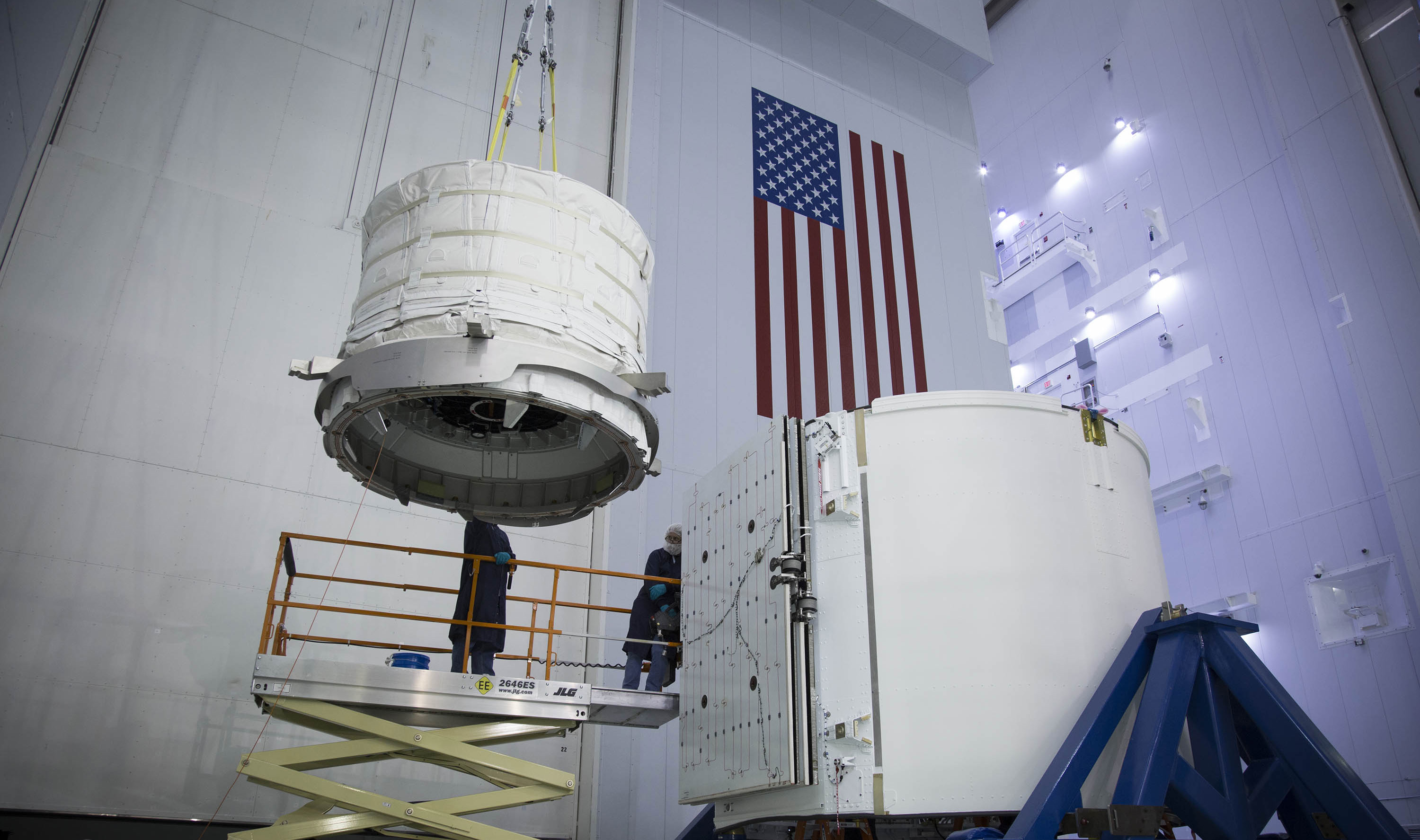
Załadunek do ładowni Dragona (24.02.2016)
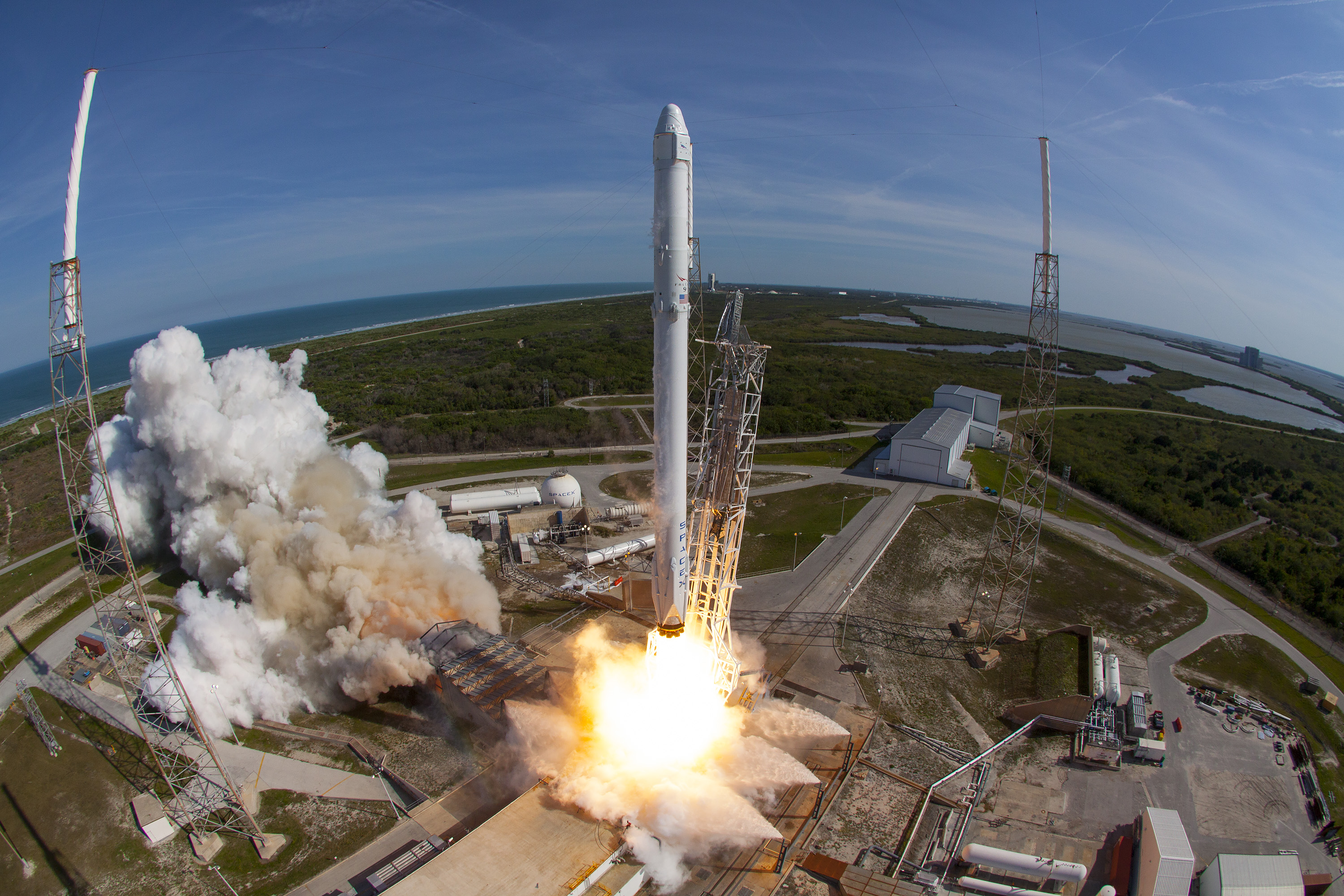
Start rakiety Falcon 9 z BEAM załadowanym do statku Dragon (8.04.2016)
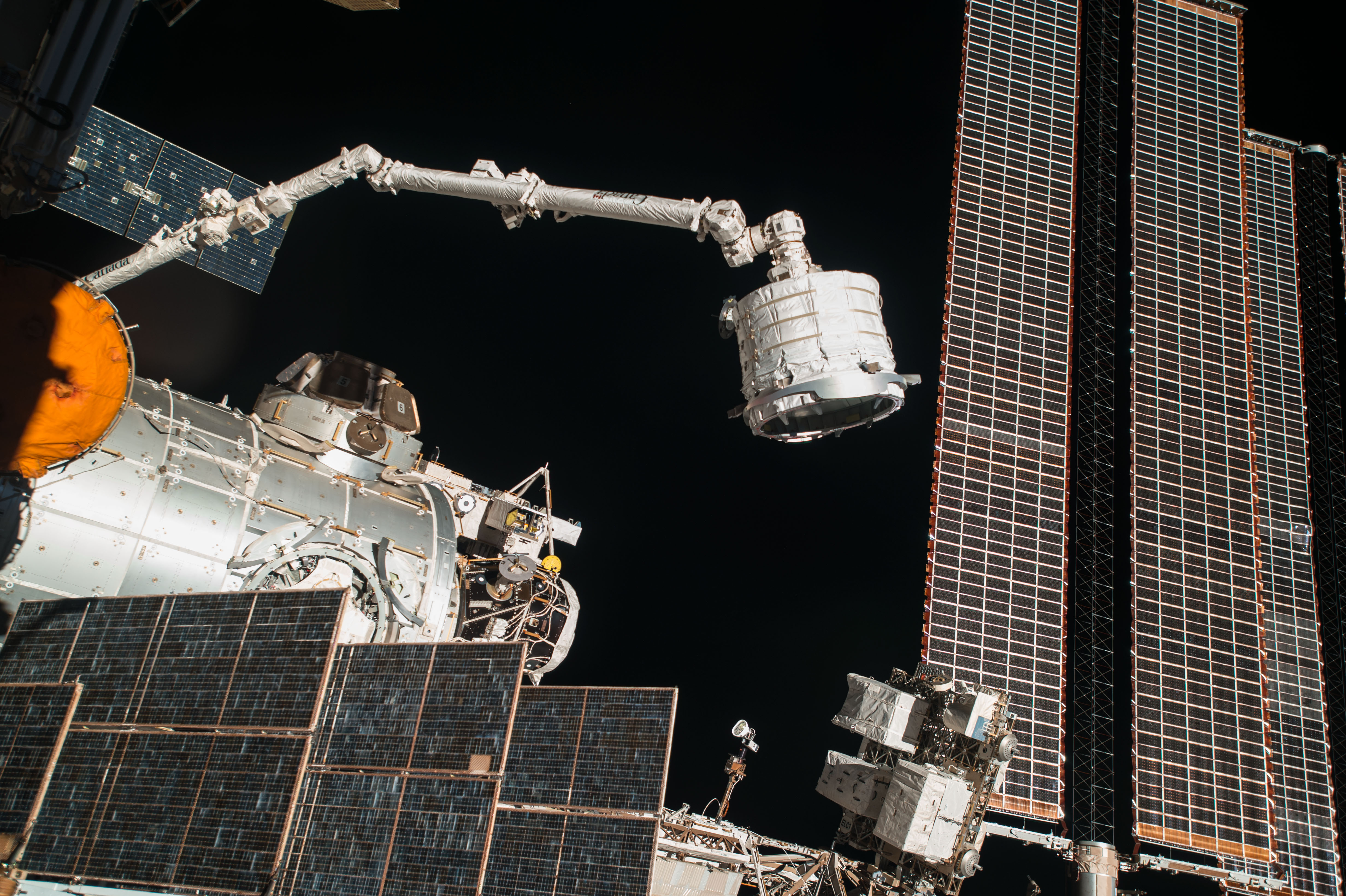
Przyłączenie BEAM do ISS (16.04.2016)
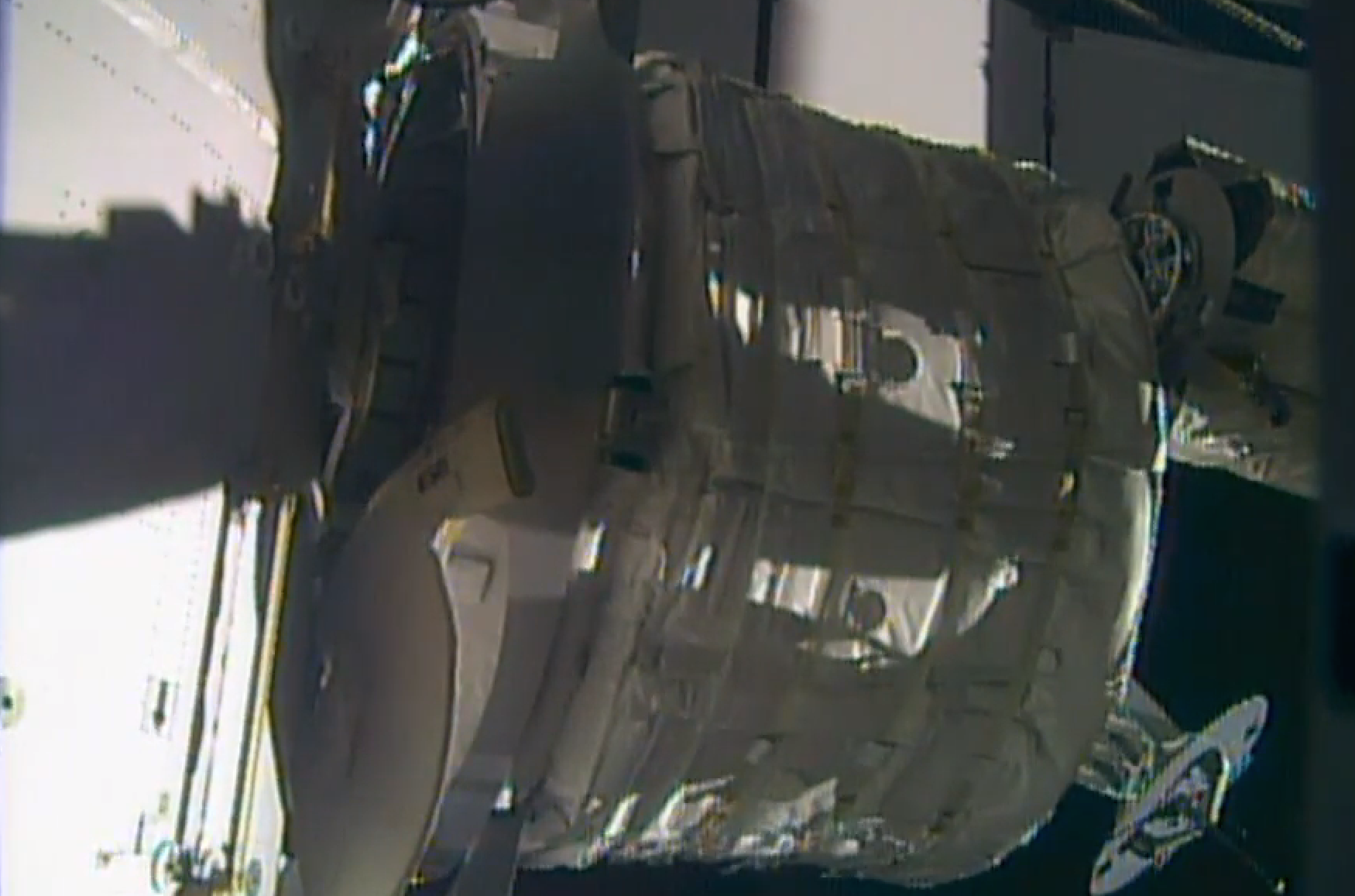
BEAM dołączony do ISS, jeszcze w stanie złożonym (16.04.2016)